# Mar de Camotes
La mar de Camotes és una de les mars interiors de les Filipines. És una mar petita que es troba entre les Visayas Orientals i les Centrals. Limita al nord i a l'est amb l'illa de Leyte i amb l'illa de Bohol al sud. Es comunica amb la mar de Visayas al nord-oest. Al sud es comunica amb la mar de Bohol a través del canal de Canigao i el canal de Cebu. Les ciutats més importants situades ala vora d'aquest mar són Ormoc, Baybay i Cebú. Les illes Camotes que donen llur nom a la mar es troben al mig. Entre altres illes importants cal mencionar l'illa de Mactan.